# منتدى شارك الشبابي
منتدى شارك الشبابي هي مؤسسة فلسطينية غير حكومية وغير ربحية، تأسست عام 2004، تسعى إلى تعزيز مشاركة فئة الشباب في الحياة العامة، و تهدف إلى تنمية وتطوير مهاراتهم من خلال برامج تدريبية ومبادرات مجتمعية. يمتلك المنتدى العديد من المراكز الشبابية المنتشرة في عدد من المناطق الفلسطينية، وتضم ما يقارب 20 مركزاُ ، ويعمل على تشجيع استخدام أدوات التعبير الرقمي. يعمل المنتدى على تعزيز الشباب في الحياة الاجتماعية والسياسية والاقتصادية وتشمل أنشطته برامج تطوعية وحملات توعية، ومبادرات مجتمعية والعمل مع الأطفال.

## النشأة
تأسس منتدى شارك الشبابي في البداية كمبادرة من برنامج الأمم المتحدة الإنمائي عام 1996، ونظراً للنجاح الذي حققته المبادرة تم تحويلها إلى مؤسسة رسمية في عام 2004. منذ بداية إنطلاق المؤسسة قامت بأداء رائد في الضفة الغربية وقطاع غزة، وتمكّنت من بناء شبكة واسعة من الشباب من جميع أنحاء الأراضي الفلسطينية، كما أسست علاقات مع العديد من الأطراف المحلية والدولية ومن القطاعين العام والخاص، حيث قامت بتنفيذ عدة برامج بالشراكة مع وزارات مثل وزارة التربية والتعليم ووزارة العمل، ووزارة المرأة، وذلك بهدف ربط اهتمامات الشباب بالمؤسسات الحكومية وتحقيق التغيير على المستوى الهيكلي.

## التسمية
يعتمد المنتدى في رؤيته على مبدأ إشراك الشباب كأطراف فاعلة في المجتمع المدني، ويعكس اسمه هذا التوجه، فكلمة شارك تعني المشاركة وهي تعبر عن المنهج الأساسي الذي يتبناه المنتدى في عمله مع الشباب.

## الرسالة
يسعى منتدى شارك الشبابي إلى الإسهام في تطوير فئة الشباب من خلال تصميم ودعم وتنفيذ مبادرات وبرامج ومشاريع شبابية داخل فلسطين.وتسعى إلى إيصال صوت الشباب، ترفع المنظمة الوعي حول القضايا التي تؤثر على الشباب في فلسطين محلياً ودولياً، من خلال بناء شراكات مع القطاعان العام والخاص ومنظمات المجتمع المدني وتوفير مجموعة أوسع من الفرص للشباب.

## الرؤية
يهدف منتدى شارك الشبابي إلى بناء فلسطين، حيث يُطلق الشباب العنان لإمكانياتهم كقادة في بناء الدولة، ومشاركين فعالين في الحياة السياسية والاقتصادية والاجتماعية، والثقافية. ويهدف إلى بناء مجتمع شبابي يمثل بوصلة للصمود والابتكار والتغيير الإيجابي. يلتزم شارك بتهيئة بيئة تُقدر فيها مواهب الشباب الفلسطيني الكامنة وتطلعاتهم وأصواتهم، ويهدف إلى إحداث أثر مستدام يكون فيه الشباب صناعاً لمصيرهم ومسهمين في تشكيل مستقبل مزدهر وشامل.

## النشاطات
قامت المؤسسة بالعديد من النشاطات منها: 
- برنامج تميّز
- قرية الشباب في كفر نعمة
- حملة زوروا فلسطين
- أنشطة الدعم النفسي في غزة
- مبادرة دعم الشباب في الأزمات